# Kàznevo
Kàznevo (en rus: Казнево) és un poble de l'óblast de Vladímir, a Rússia, segons el cens del 2010 tenia 47 habitants. Pertany al districte municipal de Mélenki.